# Chorvatská řeckokatolická církev
Chorvatská řeckokatolická církev je jednou z východních katolických církví byzantského obřadu.
První řeckokatolíci na území Chorvatska byli Srbové žijící na území Chorvatska, kteří dostali roku 1611 biskupa. Jeho sídlo bylo v marčanském monastýru. Tento biskup byl jen vikářem latinského (římskokatolického) biskupa v Záhřebu. 17. června 1777 dostali Srbové v Chorvatsku vlastního biskupa, jehož sídlem bylo Križevac.
Po vzniku Jugoslávie (1918) zahrnovala eparchie Križevac všechny řeckokatolíky na jejím území a byla etnicky různorodá (Srbové, Rusíni, Ukrajinci, Makedonci a Rumuni). V roce 2015 měla eparchie 18 260 věřících ve 46 farnostech.[zdroj?]
Po rozpadu Jugoslávie byl v Republice Makedonii roku 2000 vytvořený apoštolský exarchát, považovaný za osobní církev sui iuris – v roce 2015 měl 11 320 věřících v 7 farnostech. Podobně se někdy začínají považovat za osobní církev sui iuris i řeckokatolíci v Apoštolském exarchátu pro Srbsko a Černou Horu – vznikl 2003, má 22 060 věřících ve 21 farnostech; v čele obou jsou biskupové-exarchové).